# Магдала (Німеччина)
Магдала (нім. Magdala) — місто в Німеччині, розташоване в землі Тюрингія. Входить до складу району Ваймарер-Ланд. Складова частина об'єднання громад Меллінген.
Площа — 20,53 км2. Населення становить 1987 ос. (станом на 31 грудня 2021).

## Галерея

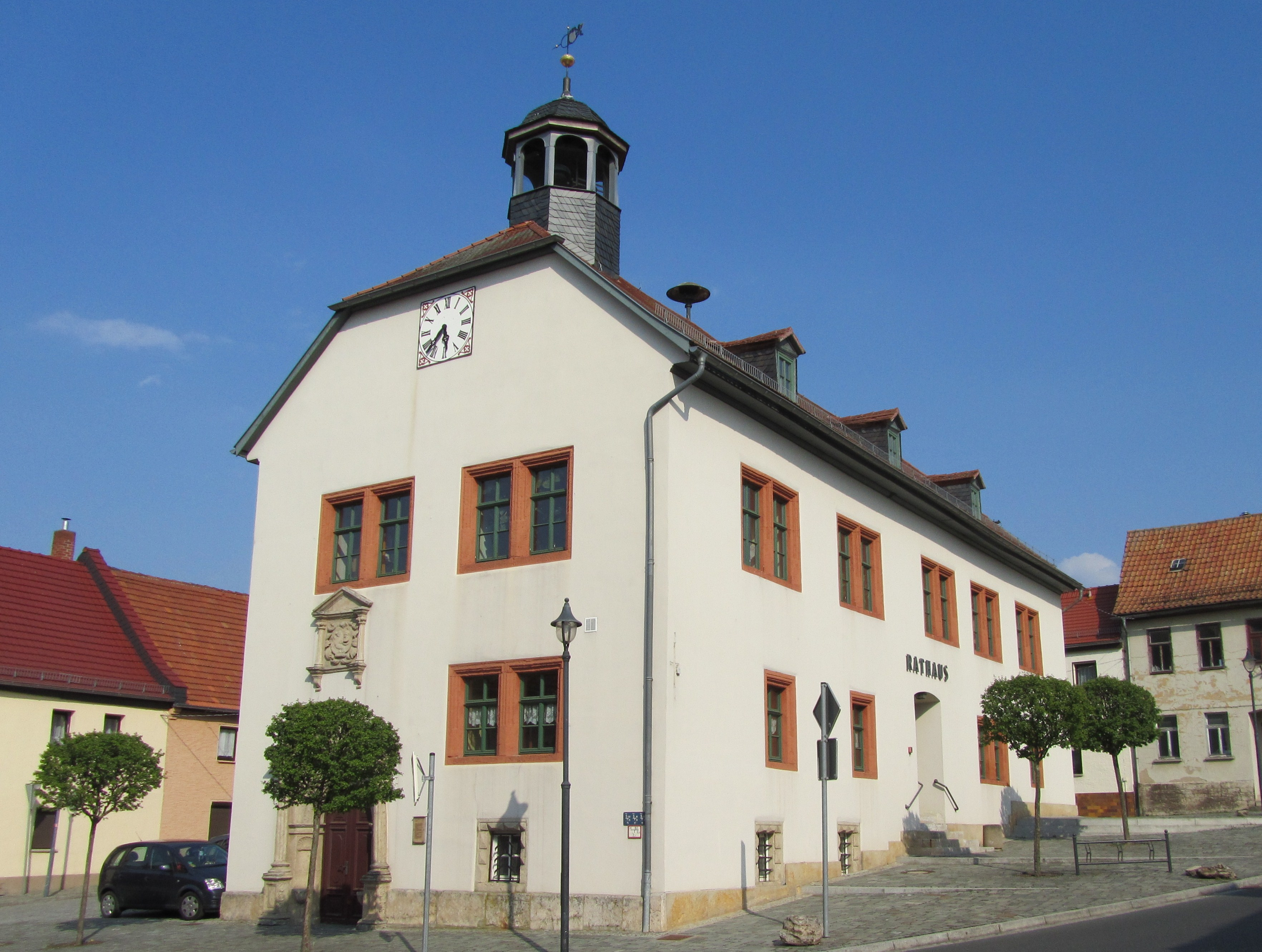
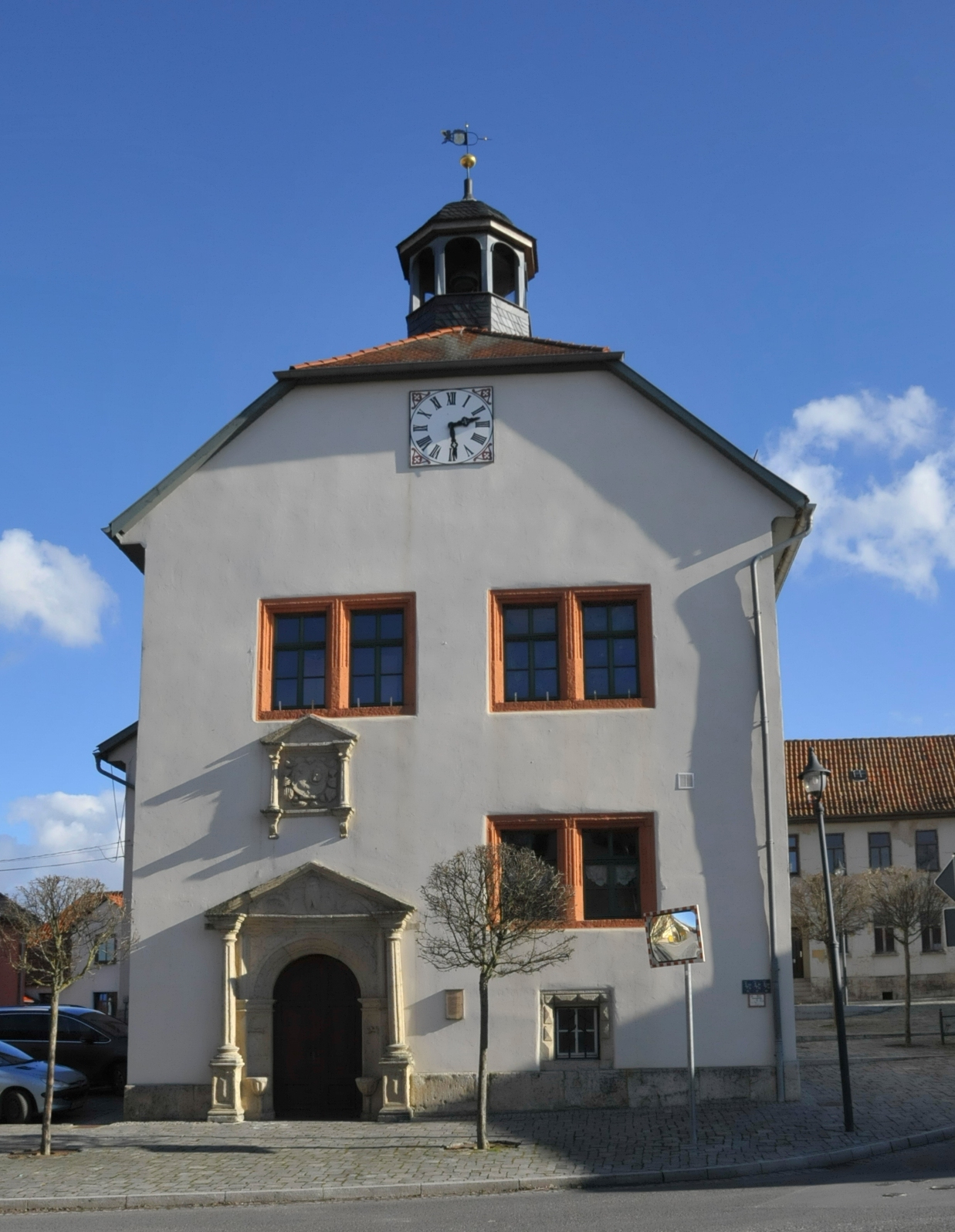
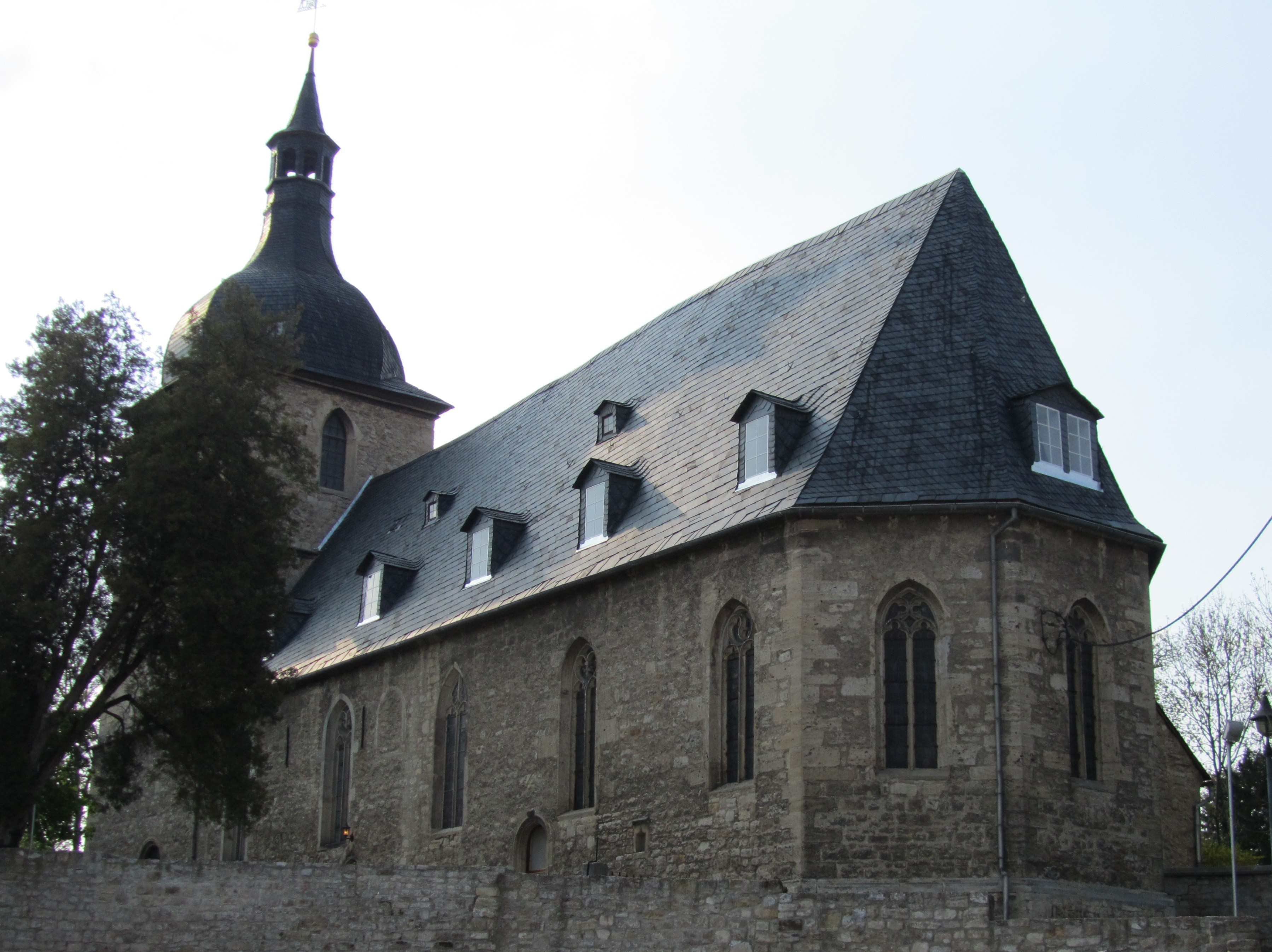